# Otovice (Chabařovice)
Otovice (též Hotovice, německy Hottowitz) jsou zaniklá vesnice, která stála asi tři kilometry jižně od Chabařovic v okrese Ústí nad Labem na severu Čech. Otovice stály v katastrálním území Vyklice o výměře 419,99 ha.

## Historie

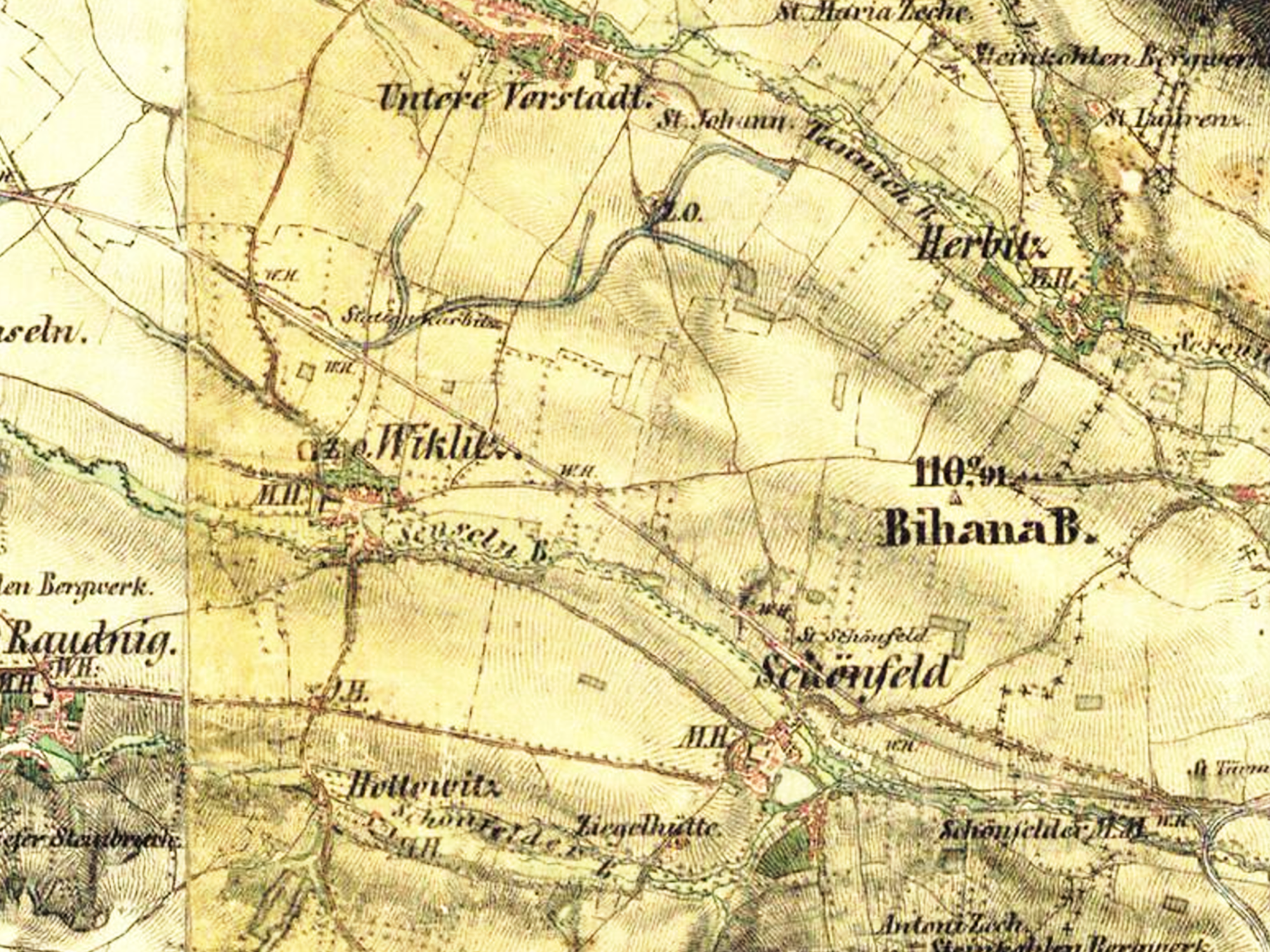
Zaniklé obce Vyklice, Tuchomyšl a ves Otovice na mapě z 19. století

První písemná zmínka o vesnici pochází z roku 1334. Vesnice zanikla v 70. letech 20. století kvůli rozšiřování hnědouhelného lomu Chabařovice.

## Obyvatelstvo
Při sčítání lidu v roce 1921 ve vsi žilo 115 obyvatel (z toho 56 mužů), z nichž bylo 81 Čechoslováků a 34 Němců. Kromě jednoho příslušníka nezjišťovaných církví a 49 lidí bez vyznání byli římskými katolíky. Podle sčítání lidu z roku 1930 měla vesnice 123 obyvatel: osmdesát Čechoslováků a 43 Němců. S výjimkou třiceti lidí bez vyznání se hlásili k římskokatolické církvi.
|           | 1869 | 1880 | 1890 | 1900 | 1910 | 1921 | 1930 | 1950 | 1961 | 1970 |
| --------- | ---- | ---- | ---- | ---- | ---- | ---- | ---- | ---- | ---- | ---- |
| Obyvatelé | 84   | 102  | 112  | 118  | 136  | 115  | 123  | 99   | 83   | 83   |
| Domy      | 9    | 9    | 7    | 9    | 9    | 7    | 12   | 15   | 20   | 19   |